# 流川乡
流川乡，是中华人民共和国甘肃省临夏回族自治州康乐县下辖的一个乡镇级行政单位。

## 行政区划
流川乡下辖以下地区：
团结村、古城村、苏家村、范家村、清水村、菜子沟村、二甲村和甘沟村。